# Kaika

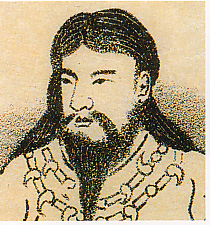
Kaika

Kaika (japanisch 開化天皇, Kaika-tennō; * 208 v. Chr.; † 98 v. Chr.) war nach den alten Geschichtsbüchern Kojiki und Nihonshoki der 9. Tennō von Japan (158 v. Chr.–98 v. Chr.). Seine historische Existenz ist zweifelhaft. Er ist einer der „acht undokumentierten Kaiser“ (欠史八代 kesshi hachidai), von denen nur eine skizzenhafte Darstellung bekannt ist.
Sein Eigenname war Waka-yamato-neko-hiko-ō-hihi no mikoto (Nihonshoki (N): 稚日本根子彦大日日尊, Kojiki (K): 若倭根子日子大毘毘命). Seine Mutter war Utsu-shiko-me no mikoto (N: 欝色謎命 / K: 内色許売命). Am 14. Tag des 1. Mondmonats im 22. Regierungsjahr (193 v. Chr.) seines Vaters Kōgen wurde er im Alter von 16 Jahren zum Kronprinz ernannt und übernahm nach dessen Tod zwei Monate später am 12. Tag des 11. Mondmonats in dessen 57. Regierungsjahr (158 v. Chr.) den Thron.
Kaika regierte im Palast Izakawa (N: 春日率川宮, K: 春日之伊邪河宮, Kasuga no Izakawa no miya) in Kasuga (vermutlich im heutigen Nara). Seine Frauen und Kinder waren (Nennung im Nihonshoki und Kojiki je per Schrägstrich getrennt):
- Ika-ga-shiko-me no mikoto (伊香色謎命 / 伊賀迦色許売), Stiefmutter und Gemahlin
  - Mimaki-iri-hiko-i-nie no mikoto (御間城入彦五十瓊殖尊 / 御真木入日子印恵命), Sohn und Thronfolger
  - – / Mima-tsu-hime no mikoto (御真津比売命), Tochter, nur Kojiki
- Taniwa-no-takano-hime (丹波竹野媛) / Takano-hime (竹野比売), Konkubine
  - Hiko-yu-musumi no mikoto (彦湯産隅命 / 比古由牟須美命) bzw. Hiko-mosu no mikoto (彦蒋簀命 / 伊賀迦色許売)
- Hahatsu-hime (姥津媛) / Oke-tsu-hime no mikoto (意祁都比売命), Konkubine
  - Hiko-imasu no miko (彦坐王 / 日子坐王), Sohn
- – / Washi-hime (鸇比売), Konkubine, nur Kojiki
  - – / Take-tayo-hazura-wake no miko (建豊波豆羅和気王), Sohn, nur Kojiki

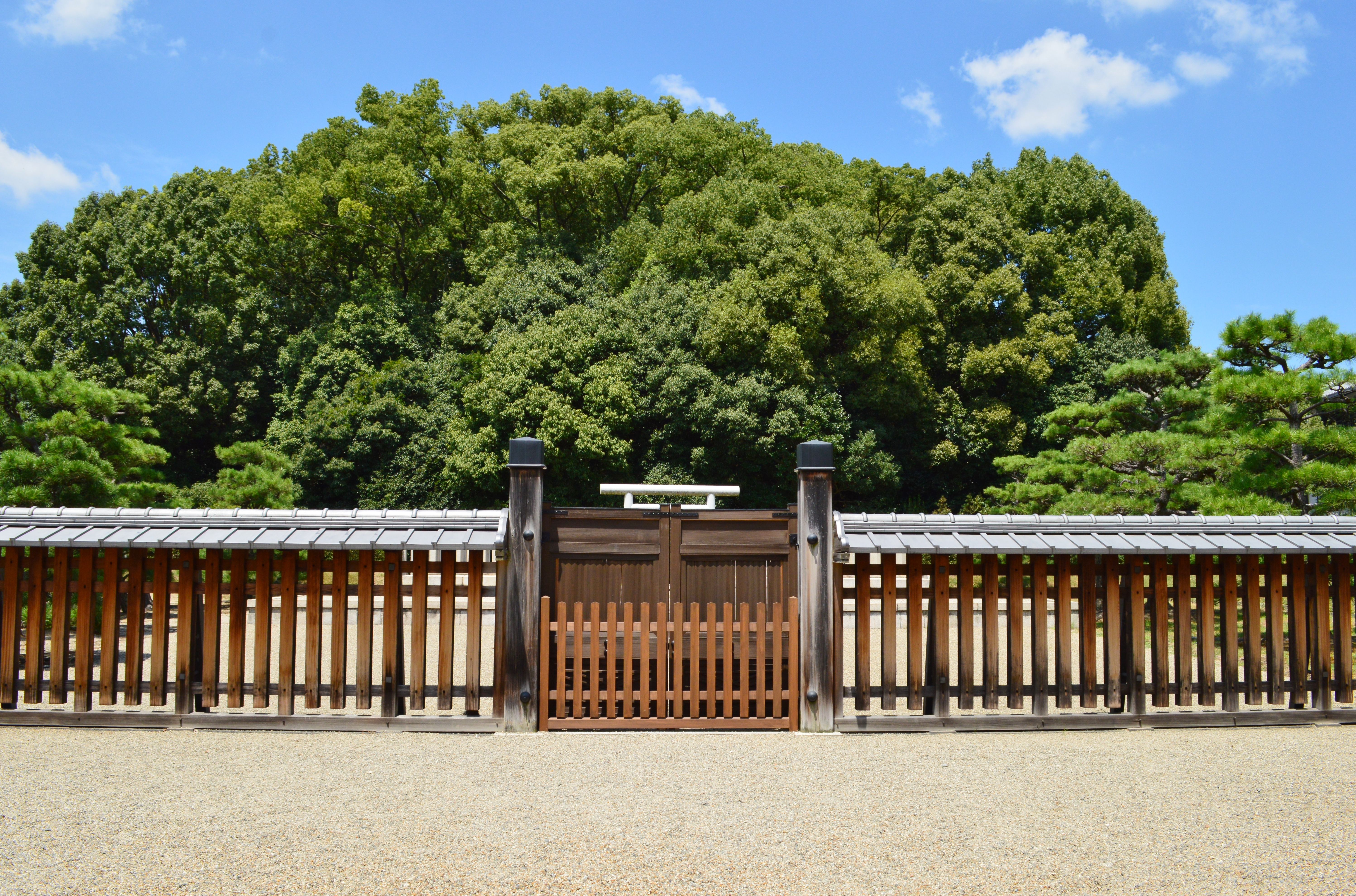
Eingang zu Kaikas Kaisergrab

Er starb nach dem Nihonshoki mit 111 Jahren (das Nihonshoki nennt zudem eine Quelle die 115 Jahre angibt) am 9. Tag des 4. Mondmonats in seinem 60. Regierungsjahr (98 v. Chr.), nach dem Kojiki im Alter von 63 Jahren. Sein Mausoleum (misasagi) ist das schlüssellochförmige Hügelgrab Kasuga-no-izakawa-no-saka-no-e-no-misasagi (春日率川坂上陵, ‚Kaisergrab auf dem Hügel von Izakawa in Kasuga‘; 34° 41′ 0″ N, 135° 49′ 27″ O) in Nara.
Den Namen Kaika, dessen Schriftzeichen ‚Zivilisation‘ bedeuten, erhielt er nachträglich als die japanischen Kaiser begannen, sich chinesische, oft buddhistisch inspirierte, Namen zu geben.